# Roman Igorowicz
Roman Igorowicz – książę halicki w latach 1208/9–1209. Jego poprzednikiem był m.in. Włodzimierz III Igorewicz, a następcą Rościsław Rurykowicz.
Rościsław Rurykowicz w 1209 usunął z Halicza księcia Romana Igorowicza, lecz jeszcze w tym samym roku, po kilku miesiącach panowania musiał opuścić miasto przed wracającym ks. Romanem Igorowiczem.